# Raštane
Ne doit pas être confondu avec Rastane.
Reshtan en albanais et Raštane en serbe latin (en serbe cyrillique : Раштане) est une localité du Kosovo située dans la commune/municipalité de Theranda/Suva Reka et dans le district de Prizren/Prizren. Selon le recensement de 2011, elle compte 1 136 habitants.

## Démographie

### Évolution historique de la population dans la localité
| 1948 | 1953 | 1961 | 1971 | 1981 | 1991  | 2011  |
| ---- | ---- | ---- | ---- | ---- | ----- | ----- |
| 226  | 311  | 349  | 460  | 823  | 1 201 | 1 136 |

|  |

### Répartition de la population par nationalités (2011)
En 2011, les Albanais représentaient 98,68 % de la population.